# Eremopola marmarides
Eremopola marmarides är en fjärilsart som beskrevs av Turati 1924. Eremopola marmarides ingår i släktet Eremopola och familjen nattflyn. Inga underarter finns listade i Catalogue of Life.